# シーエス映画放送
シーエス映画放送株式会社（しーえすえいがほうそう）は、かつての東経110度CS放送の衛星基幹放送事業者。スカパー!をプラットフォームとしていた。本社は東京都品川区東五反田二丁目14番1号。

## 概要
- 邦画の専門チャンネルを運営する各社の共同出資により設立。配信開始当初こそ様々な映画放送チャンネルを配信していたが、各チャンネルの直営配信化に伴い次第にチャンネルNECOのみ配信となる。そのため2014年2月に直営化チャンネル運営会社が保有していたシーエス映画放送株を日活が取得し連結子会社とした。そして、2017年9月1日付で衛星基幹放送事業をシーエス日本に譲渡した[1]。

## 過去に放送していたチャンネル
- Ch.123 CS映画 - データ放送による5つの映画専門チャンネルへのポータルチャンネル。2002年7月1日放送開始。2008年3月31日放送終了。
- Ch.220 日本映画専門チャンネル - 2007年8月31日終了

ハイビジョン化に伴いマルチチャンネルエンターテイメント（現・スカパー・エンターテイメント）に移行し、ハイビジョン放送となった。2012年3月1日、BS移行に伴い運営会社である日本映画衛星放送（現・日本映画放送）による直営放送となり、Ch.BS255にてハイビジョン放送中。
- Ch.221 東映チャンネル - 2012年7月31日終了。

運営会社の東映衛星放送による直営放送となり、（2018年9月26日よりハイビジョン画質移行）Ch.218にてハイビジョン放送中。
- Ch.222 衛星劇場 - 2012年7月31日終了。

運営会社の松竹ブロードキャスティング（旧・株式会社衛星劇場）による直営放送となり、（2018年9月26日よりハイビジョン画質移行）Ch.219にてハイビジョン放送中。
- Ch.224 洋画★シネフィル・イマジカ - 2012年2月29日終了

BS移行に伴いIMAGICAティーヴィ → WOWOWプラスに移管し、同時に名称を「イマジカBS → シネフィルWOWOW → WOWOWプラス 映画・ドラマ・スポーツ・音楽」としてCh.BS252にてハイビジョン放送中。
- Ch.292 時代劇専門チャンネル - 2012年6月30日終了。

2012年7月1日、ハイビジョン化に伴い運営会社の日本映画衛星放送（現・日本映画放送）による直営放送となり、同チャンネルにてハイビジョン放送中。
- Ch.223 映画・チャンネルNECO（番組供給事業者：日活） - 2017年8月31日終了

CS2ネットワークND4ch 4.8スロット。
2012年10月1日より、16:9の画角情報を付加し、フルサイズのSD放送を開始。現在はCS日本により同チャンネル（2018年8月28日よりハイビジョン放送）にて放送中。